# 权益乘数
权益乘数，是资产负债率的另一种表现形式，它和资产负债率的性质一样，是总负债与股东权益的比值。产权比率表明每1元股东权益所拥有的资产额。
权益乘数=1+产权比率

## 公式
| 权益乘数＝ | 总资产   | ×100% |
| 权益乘数＝ | 股东权益 | ×100% |